# Steve Timmons
Steve Dennis Timmons (Newport Beach, 29 de novembro de 1958) é um ex-jogador de voleibol dos Estados Unidos, que representou os EUA em três Olimpíadas consecutivas, a partir de 1984. Em cada torneio, ele ganhou uma medalha: duas de ouro (1984 e 1988) e uma de bronze (1992).Timmons foi duas vezes All-American na USC antes de jogar na seleção americana.. Em 1998, ele foi incluído no Hall da Fama do Voleibol por méritos esportivos.

## Biografia
Steve jogou vôlei em Newport Harbor High School antes de ir para o Orange Coast College e a University of Southern California.
Foi parceiro de Karch Kiraly várias vezes, incluindo uma temporada na Itália jogando em um clube. Steve vendeu a marca registrada da banda para Perry Ellis International.
Ele foi casado duas vezes, primeiro com Jeanie Buss e depois com a atriz Debbe Dunning, com quem morou em Manhattan Beach, Califórnia. Os dois têm três filhos: Spencer, nascido em 1996; Stoney, nascido em 2000; e Sysco, nascida em 2008.O casal se separou em 2018.
Steve Timmons acumulou sua fortuna com seus ganhos como parte da equipe dos EUA. Ele treinou várias equipes ao longo dos anos e também lançou sua própria marca de roupas, o que ajudou a aumentar sua receita total. Ele co-fundou e foi presidente da empresa Redsand, que vendeu em 2004.

## Carreira
Iniciou sua carreira no sul da Califórnia, Timmons começou a jogar vôlei em times da escola, na infância na Newport Harbor High School e mais tarde no Orange Coast College. Em 1977 frequentou a University of Southern California e com os Trojans conseguiu vencer o campeonato da NCAA em 1980, de 1983 a 1992 fez parte da equipa dos Estados Unidos com a qual participou em três edições dos Jogos Olímpicos de Verão com a seleção dos Estados Unidos, ganhando uma medalha em cada torneio: duas medalhas de ouro (Los Angeles 1984 e Seul 1988) e um bronze (Barcelona 1992). Timmons ganhou uma prata em 1986 em Moscou nos Goodwill Games. Na temporada 1990/1991 foi para a Itália onde jogou dois anos como jogador profissional de vôlei no Porto Ravenna Volley, vencendo um campeonato, uma Copa da Itália, a Liga dos Campeões de 1991/1992, a SuperTaça Europeia de 1992, a Copa do Mundo de Clubes de 1991  e foi vice-campeão italiano em 1992.
De 1987 a 1994, Steve Timmons também jogou vôlei de praia com sucesso no AVP Tour e no FIVB World Tour . O destaque aqui foi a vitória no FIVB Open em Enoshima com seu companheiro de seleção Kiraly .

## Principais conquistas

### Clubes
- Estados Unidos Divisão I da NCAA: 1

1980
- Campeonato italiano: 1

1990-91
- Taça da Itália: 1

1990-91
- Medalha de ouro Campeonato Mundial de Clubes: 1

1991
- Copa dos Campeões: 1

1991-92
- Supertaça Europeia: 1

1992

### Seleção Americana
- Medalha de prata Goodwill Games 1986
- Medalha de ouro Jogos Pan-americanos de 1987
- Medalha de prata Quatro primeiros do mundo em 1988

### Individual
- 1980 - US NCAA Division I: All-Tournament Team
- 1984 - Jogos Olímpicos: MVP
- 1988 - Jogos Olímpicos: Melhor Bloqueador
- 1988 - Super Four Mundial: MVP
- 1998 - Introdução ao Hall da Fama do Voleibol como jogador